# Ruokojärvi (sjö i Finland, Kajanaland, lat 64,13, long 28,77)
Ruokojärvi är en sjö i Finland. Den ligger i kommunen Sotkamo i landskapet Kajanaland, i den centrala delen av landet, 500 km norr om huvudstaden Helsingfors. Ruokojärvi ligger 157,7 meter över havet. Den är 7,1 meter djup. Arean är 1,61 kvadratkilometer och strandlinjen är 6,33 kilometer lång. Sjön  ingår i Uleälvens huvudavrinningsområde.   I omgivningarna runt Ruokojärvi växer i huvudsak barrskog. Den sträcker sig 1,8 kilometer i nord-sydlig riktning, och 2,2 kilometer i öst-västlig riktning.